# Break (Musik)
Das Wort Break [bɹeɪk] (englisch für „Bruch“, „Lücke“, „Pause“, „Wende“), ein Begriff aus der afroamerikanischen und internationalen Popularmusik, bezeichnet einen kurzen, kadenzhaften Einschub am Ende eines formalen Abschnitts, häufig am Ende der so genannten Bridge. In der deutschen Sprache ist neben der männlichen Form („der Break“) auch die sächliche Form gebräuchlich („das Break“).

## Stilistischer Überblick
Breaks finden sich zuerst im Ragtime, vor allem bei Jelly Roll Morton; bekannt ist der einleitende Break seines Bugle Call Rag. Im Jazz gewann der Break besondere Bedeutung. Zu den angestammten Plätzen gehören im Bluesschema die letzten beiden Takte vor der Wiederholung und überhaupt die Takte vor geeigneten Harmoniewechseln, in der A-A-B-A-Form die letzten beiden Takte des B-Teils (der bereits erwähnten Bridge) und überhaupt die Takte vor jedem neuen Abschnitt. In der Regel schweigt die Rhythmusgruppe während des meist solistischen Einwurfs, sei er vokal oder instrumental; Virtuosität und improvisatorischer Einfallsreichtum spielen eine große Rolle. Der Begriff Lick steht für eher „vorgestanzte“ Elemente, auf die in Breaks oft zurückgegriffen wird.
Breaks im Funk liegen typischerweise im Schlagzeug. Daran knüpfen die Breakbeats der Hip-Hop- und Jungle-Musiker an, die funkige Schlagzeugbreaks sampeln und als Grundlage für ihre Produktionen verwenden. In der elektronischen Musik übernehmen häufig atmosphärische Flächen die Break-Funktion, zum Beispiel synthetische Streicher. Der so genannte Breakdown ist etwas anderes: ein Effekt, der entsteht, wenn ein Produzent oder ein DJ eine Soundschicht der Musik nach der anderen ausblendet. Im progressiven Rock ist ein Break ein abrupter Wechsel des Tempos oder der Tonart.

## Sampling
Besonders bekannte Breaks sind der aus  Amen, Brother von The Winstons, der aus Funky Drummer von James Brown und der aus Apache in der Version der Incredible Bongo Band. Sie zählen zu den am meisten gesampelten Stücken der Musikgeschichte.